# Viktoria Bürgler
Viktoria Bürgler (24 febbraio 2004) è una sciatrice alpina austriaca.

## Biografia
Specialista delle prove veloci originaria di Dienten am Hochkönig e attiva dal novembre del 2020, Viktoria Bürgler ha esordito in Coppa Europa il 2 marzo 2021 in Val di Fassa in supergigante (56ª) e ai Mondiali juniores di Alta Savoia 2024 ha conquistato la medaglia d'argento nel supergigante e nella combinata a squadre; ha debuttato in Coppa del Mondo il 9 marzo dello stesso anno a Åre in slalom gigante, senza qualificarsi per la seconda manche, e il 2 dicembre successivo ha conquistato, a Zinal nella medesima specialità, la prima vittoria (nonché primo podio) in Coppa Europa. Ai Mondiali juniores di Tarvisio 2025 ha vinto la medaglia d'oro nella combinata a squadre; non ha preso parte a rassegne olimpiche o iridate.

## Palmarès

### Mondiali juniores
- 3 medaglie:
  - 1 oro (combinata a squadre a Tarvisio 2025)
  - 2 argenti (supergigante, combinata a squadre ad Alta Savoia 2024)

### Coppa Europa
- Miglior piazzamento in classifica generale: 9ª nel 2025
- 1 podio:
  - 1 vittoria

#### Coppa Europa - vittorie
| Data            | Località | Paese    | Specialità |
| --------------- | -------- | -------- | ---------- |
| 2 dicembre 2024 | Zinal    | Svizzera | GS         |

Legenda:

GS = slalom gigante

### Campionati austriaci
- 2 medaglie:
  - 1 oro (slalom gigante nel 2024)
  - 1 argento (supergigante nel 2023)